# Алблассердам

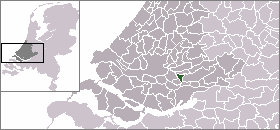
Расположение общины Алблассердам на карте Нидерландов

Алблассердам (нидерл. Alblasserdam, «Плотина на ручье Алблас») — город и община в провинции Южная Голландия (Нидерланды).

## История
Населённый пункт впервые упоминается в хрониках 1299 года, однако отдельная община была образована лишь в 1447 году, до этого Алблассердам подчинялся Ауд-Албласу.
Благодаря расположению на реке Норд развитие города сильно зависело от речных путей. Помимо позитивных, это имело и негативные последствия — так, между 1350 и 1821 годами Алблассервардский польдер затоплялся 32 раза. Город также сильно пострадал во время произошедшей 11 мая 1940 года бомбардировки Роттердама.